# VakıfBank Spor Kulübü 2023-2024
Questa voce raccoglie le informazioni riguardanti il VakıfBank Spor Kulübü nelle competizioni ufficiali della stagione 2023-2024.

## Stagione
Il VakıfBank Spor Kulübü non utilizza alcuna denominazione sponsorizzata nella stagione 2023-24.
Si piazza al secondo posto nella regular season di Sultanlar Ligi, partecipando quindi ai play-off scudetto: sconfitto in semifinale dall'Eczacıbaşı, si aggiudica poi la finale per il terzo posto contro il Türk Hava Yolları. Viene sconfitto dall'Eczacıbaşı anche nelle semifinali di Coppa di Turchia, mentre si aggiudica la sua quinta Supercoppa turca ai danni del Fenerbahçe.
In ambito internazionale ottiene un secondo posto al campionato mondiale, perdendo ancora un derby con l'Eczacıbaşı, mentre in Champions League esce di scena ai quarti di finale, estromesso dal torneo dalle italiane dell'Imoco.

## Organigramma societario
Area direttiva
- Presidente: Abdi Üstünsalih

Area tecnica
- Allenatore: Giovanni Guidetti
- Allenatore in seconda: Sanja Tomašević
- Assistente allenatore: Saim Pakkan
- Scoutman: Fatih Yağcı

## Rosa
| N° | Nome               | Ruolo | Data di nascita  | Nazionalità sportiva |
| -- | ------------------ | ----- | ---------------- | -------------------- |
| 1  | Alexandra Frantti  | S     | 3 marzo 1996     | Stati Uniti          |
| 3  | Cansu Özbay        | P     | 17 ottobre 1996  | Turchia              |
| 4  | Karmen Aksoy       | C     | 8 luglio 2003    | Turchia              |
| 5  | Ayça Aykaç         | L     | 27 febbraio 1996 | Turchia              |
| 6  | Begüm Kaçmaz       | C     | 26 aprile 2007   | Turchia              |
| 7  | Chiaka Ogbogu      | C     | 15 aprile 1995   | Stati Uniti          |
| 10 | Gabriela Guimarães | S     | 19 maggio 1994   | Brasile              |
| 11 | İdil Kanbur        | S     | 30 agosto 1999   | Turchia              |
| 12 | Bianka Buša        | S     | 25 luglio 1994   | Serbia               |
| 13 | Zeynep Demirel     | C     | 27 novembre 2000 | Turchia              |
| 14 | Alexia Căruțașu    | O     | 10 giugno 2003   | Turchia              |
| 16 | Aylin Sarıoğlu     | L     | 21 luglio 1995   | Turchia              |
| 17 | Selin Çalışkan     | P     | 3 giugno 2005    | Turchia              |
| 17 | Derya Cebecioğlu   | S     | 24 ottobre 2000  | Turchia              |
| 18 | Zehra Güneş        | C     | 7 luglio 1999    | Turchia              |
| 20 | Sarah van Aalen    | P     | 21 gennaio 2000  | Paesi Bassi          |
| 21 | Bahar Akbay        | C     | 21 gennaio 1998  | Turchia              |
| 23 | Jordan Thompson    | O     | 5 maggio 1997    | Stati Uniti          |

## Statistiche

### Statistiche di squadra
| Competizione        | Punti | In casa | In casa | In casa | In trasferta | In trasferta | In trasferta | Totale | Totale | Totale |
| Competizione        | Punti | G       | V       | P       | G            | V            | P            | G      | V      | P      |
| ------------------- | ----- | ------- | ------- | ------- | ------------ | ------------ | ------------ | ------ | ------ | ------ |
| Sultanlar Ligi      | 69    | 15      | 13      | 2       | 15           | 13           | 2            | 30     | 26     | 4      |
| Coppa di Turchia    | -     | 1       | 1       | 0       | 0            | 0            | 0            | 2      | 1      | 1      |
| Supercoppa turca    | -     | -       | -       | -       | -            | -            | -            | 1      | 1      | 0      |
| Champions League    | 14    | 5       | 3       | 2       | 5            | 4            | 1            | 10     | 7      | 3      |
| Campionato mondiale | 6     | -       | -       | -       | -            | -            | -            | 4      | 3      | 1      |
| Totale              | -     | 21      | 17      | 4       | 20           | 17           | 3            | 47     | 38     | 9      |

G = partite giocate; V = partite vinte; P = partite perse

### Statistiche dei giocatori
| Giocatrice    | Campionato | Campionato | Campionato | Campionato | Campionato | Coppa di Turchia | Coppa di Turchia | Coppa di Turchia | Coppa di Turchia | Coppa di Turchia | Supercoppa turca | Supercoppa turca | Supercoppa turca | Supercoppa turca | Supercoppa turca | Champions League | Champions League | Champions League | Champions League | Champions League | Campionato mondiale | Campionato mondiale | Campionato mondiale | Campionato mondiale | Campionato mondiale | Totale | Totale | Totale | Totale | Totale |
| Giocatrice    | P          | PT         | AV         | MV         | BV         | P                | PT               | AV               | MV               | BV               | P                | PT               | AV               | MV               | BV               | P                | PT               | AV               | MV               | BV               | P                   | PT                  | AV                  | MV                  | BV                  | P      | PT     | AV     | MV     | BV     |
| ------------- | ---------- | ---------- | ---------- | ---------- | ---------- | ---------------- | ---------------- | ---------------- | ---------------- | ---------------- | ---------------- | ---------------- | ---------------- | ---------------- | ---------------- | ---------------- | ---------------- | ---------------- | ---------------- | ---------------- | ------------------- | ------------------- | ------------------- | ------------------- | ------------------- | ------ | ------ | ------ | ------ | ------ |
| B. Akbay      | 25         | 105        | 58         | 33         | 14         | 2                | 13               | 4                | 5                | 4                | 1                | 9                | 4                | 3                | 2                | 6                | 6                | 4                | 2                | 1                | 1                   | 2                   | 1                   | 1                   | 0                   | 35     | 135    | 71     | 44     | 21     |
| K. Aksoy      | 1          | 2          | 1          | 1          | 0          | -                | -                | -                | -                | -                | 0                | 0                | 0                | 0                | 0                | -                | -                | -                | -                | -                | -                   | -                   | -                   | -                   | -                   | 1      | 2      | 1      | 1      | 0      |
| A. Aykaç      | 22         | 0          | 0          | 0          | 0          | 2                | 0                | 0                | 0                | 0                | 1                | 0                | 0                | 0                | 0                | 9                | 0                | 0                | 0                | 0                | 4                   | 0                   | 0                   | 0                   | 0                   | 38     | 0      | 0      | 0      | 0      |
| B. Buša       | 18         | 101        | 80         | 13         | 8          | 2                | 8                | 6                | 1                | 1                | 1                | 1                | 1                | 0                | 0                | 6                | 22               | 19               | 2                | 1                | 4                   | 3                   | 3                   | 0                   | 0                   | 31     | 135    | 109    | 16     | 10     |
| S. Çalışkan   | 1          | 0          | 0          | 0          | 0          | 2                | 4                | 4                | 0                | 0                | 0                | 0                | 0                | 0                | 0                | -                | -                | -                | -                | -                | -                   | -                   | -                   | -                   | -                   | 3      | 4      | 4      | 0      | 0      |
| A. Căruțașu   | 30         | 286        | 221        | 43         | 22         | 2                | 3                | 2                | 1                | 0                | 1                | 2                | 1                | 0                | 1                | 10               | 40               | 36               | 3                | 1                | 3                   | 7                   | 2                   | 5                   | 0                   | 46     | 338    | 262    | 52     | 24     |
| D. Cebecioğlu | 10         | 29         | 24         | 2          | 3          | 2                | 4                | 4                | 0                | 0                | -                | -                | -                | -                | -                | 3                | 3                | 3                | 0                | 0                | -                   | -                   | -                   | -                   | -                   | 15     | 36     | 31     | 2      | 3      |
| Z. Demirel    | 13         | 35         | 18         | 14         | 3          | 0                | 0                | 0                | 0                | 0                | 0                | 0                | 0                | 0                | 0                | 1                | 0                | 0                | 0                | 0                | 0                   | 0                   | 0                   | 0                   | 0                   | 14     | 35     | 18     | 14     | 3      |
| A. Frantti    | 22         | 253        | 217        | 25         | 11         | 1                | 10               | 8                | 2                | 0                | 1                | 11               | 10               | 0                | 1                | 10               | 115              | 95               | 6                | 14               | 4                   | 34                  | 26                  | 5                   | 3                   | 38     | 423    | 356    | 38     | 29     |
| G. Guimarães  | 26         | 367        | 311        | 38         | 18         | 2                | 31               | 28               | 3                | 0                | 1                | 21               | 16               | 4                | 1                | 9                | 113              | 98               | 12               | 3                | 4                   | 56                  | 44                  | 10                  | 2                   | 42     | 588    | 497    | 67     | 24     |
| Z. Güneş      | 24         | 211        | 119        | 66         | 26         | 2                | 19               | 12               | 4                | 3                | 1                | 6                | 3                | 1                | 2                | 8                | 40               | 29               | 10               | 1                | 4                   | 34                  | 22                  | 12                  | 0                   | 39     | 310    | 185    | 93     | 32     |
| B. Kaçmaz     | 2          | 4          | 1          | 2          | 1          | 0                | 0                | 0                | 0                | 0                | 0                | 0                | 0                | 0                | 0                | -                | -                | -                | -                | -                | -                   | -                   | -                   | -                   | -                   | 2      | 4      | 1      | 2      | 1      |
| İ. Kanbur     | 13         | 41         | 22         | 7          | 12         | -                | -                | -                | -                | -                | 0                | 0                | 0                | 0                | 0                | 4                | 1                | 0                | 0                | 1                | 4                   | 2                   | 0                   | 0                   | 2                   | 21     | 44     | 22     | 7      | 15     |
| C. Ogbogu     | 17         | 149        | 107        | 32         | 10         | 1                | 1                | 0                | 1                | 0                | 0                | 0                | 0                | 0                | 0                | 10               | 80               | 50               | 25               | 5                | 4                   | 34                  | 22                  | 12                  | 0                   | 32     | 264    | 179    | 70     | 15     |
| C. Özbay      | 28         | 55         | 13         | 29         | 13         | 2                | 6                | 3                | 3                | 0                | 1                | 2                | 1                | 1                | 0                | 10               | 7                | 4                | 2                | 1                | 4                   | 10                  | 3                   | 5                   | 2                   | 45     | 80     | 24     | 40     | 16     |
| A. Sarıoğlu   | 22         | 0          | 0          | 0          | 0          | 1                | 0                | 0                | 0                | 0                | 0                | 0                | 0                | 0                | 0                | 4                | 0                | 0                | 0                | 0                | 2                   | 0                   | 0                   | 0                   | 0                   | 29     | 0      | 0      | 0      | 0      |
| J. Thompson   | 26         | 233        | 188        | 20         | 25         | 2                | 39               | 38               | 0                | 1                | 1                | 29               | 23               | 5                | 1                | 10               | 106              | 102              | 3                | 1                | 4                   | 77                  | 65                  | 8                   | 4                   | 43     | 484    | 416    | 36     | 32     |
| S. van Aalen  | 26         | 27         | 16         | 8          | 3          | 2                | 0                | 0                | 0                | 0                | 1                | 0                | 0                | 0                | 0                | 10               | 8                | 2                | 4                | 2                | 3                   | 1                   | 1                   | 0                   | 0                   | 42     | 36     | 19     | 12     | 5      |

P = presenze; PT = punti totali; AV = attacchi vincenti; MV = muri vincenti; BV = battute vincenti